# Melanchthonkirche (Ludwigshafen am Rhein)

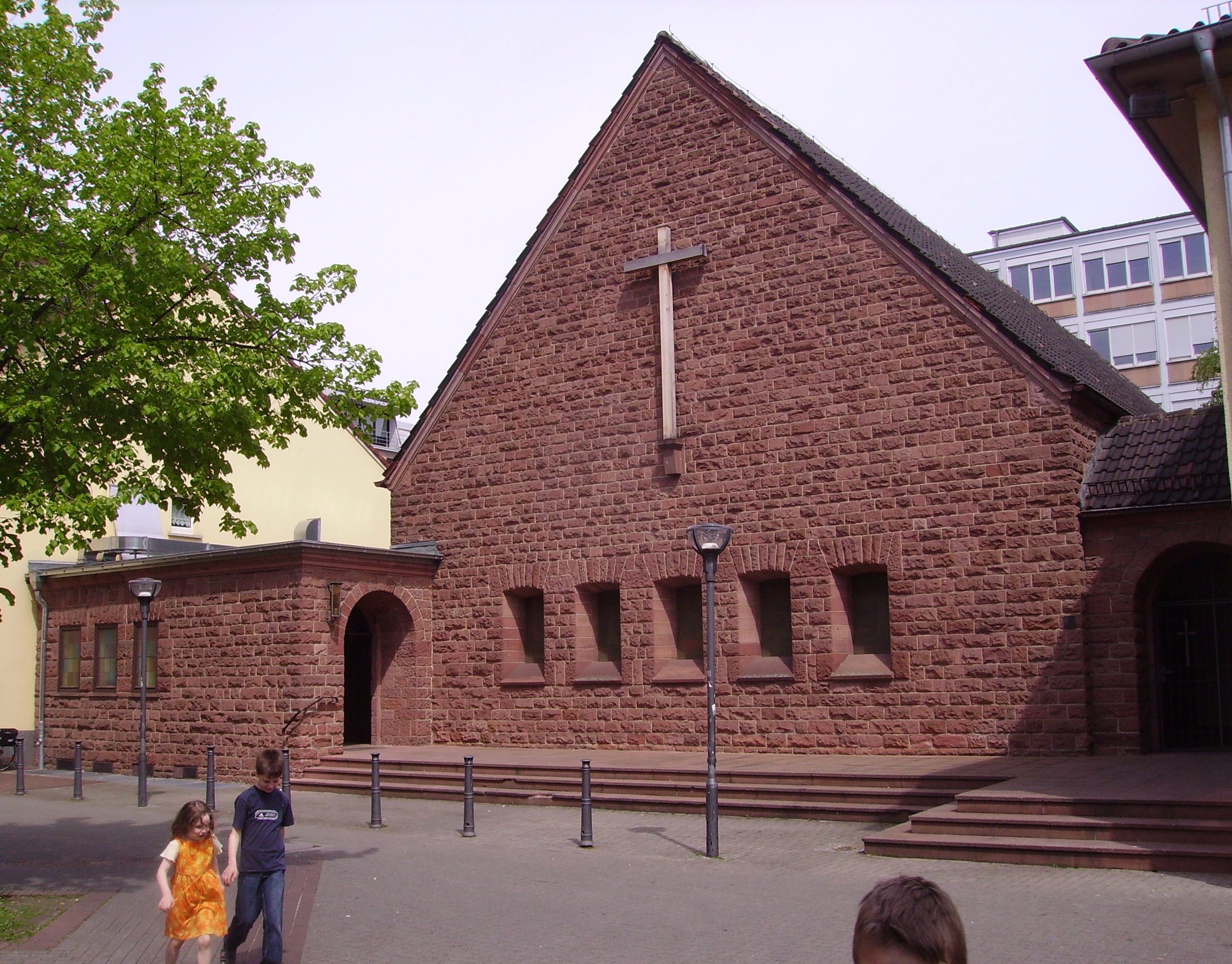
Melanchthonkirche

Die Melanchthonkirche ist eine evangelische Kirche im Ortsbezirk Südliche Innenstadt der Stadt Ludwigshafen am Rhein.

## Geschichte
Die Melanchthonkirche wurde ab 1948 als eine Bartning-Notkirche des Typs B (Variante mit polygonalem Altarraum) im Rahmen des vom Architekten Otto Bartning entwickelten Kirchenbauprogramms errichtet. Die Einweihung erfolgte am 19. Juni 1949. Sie diente als Ersatz für die im Zweiten Weltkrieg zerstörte Lutherkirche und war bis 2015 Gemeindekirche der Kirchengemeinde Ludwigshafen-Mitte. Seit der Fusion der Innenstadtgemeinden Hemshof, Mitte und West zur Protestantischen Jona-Kirchengemeinde im Jahr 2016 ist sie, neben der Apostelkirche und der Matthäuskirche, eine von drei Predigtstätten im Gemeindebereich.

## Beschreibung
Der schlichte Baukörper greift in seiner expressiven Formensprache den Kirchenbau der 1920er Jahre auf. Er besteht aus einer tragenden Holzbinderkonstruktion und einem Sandsteinmauerwerk, zu dem die Trümmerbruchsteine der zerstörten Lutherkirche verwendet wurden. Der nach Nordosten ausgerichtete Saalbau besitzt an der Hauptfassade zwei kleinere Anbauten. Der Innenraum ist durch Blankziegelmauerwerk und eine wie ein gotisches Spitztonnengewölbe anmutende Rippenkonstruktion charakterisiert.

## Orgeln

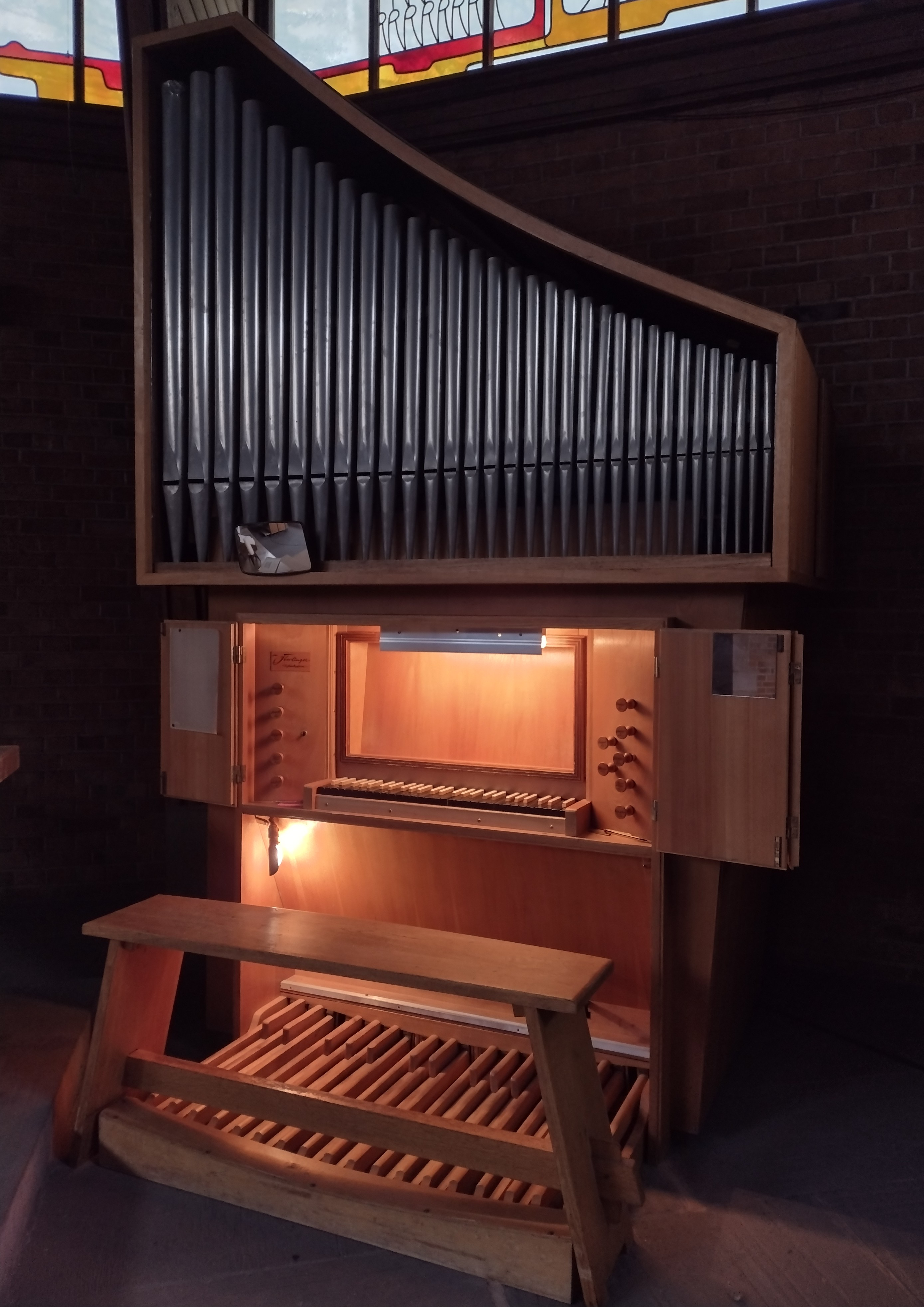
Oberlinger-Orgel

In der Melanchthonkirche existieren zwei Orgeln: Ein Instrument aus dem Jahre 1963 stammt von der Firma Oberlinger. Es hat ein Manual und Pedal sowie 8 Register. Die 1980 erbaute Orgel der Firma Weigle hat 22 Register auf zwei Manualen und einem Pedalwerk. Die Weigle-Orgel besitzt außerdem eine digitale Setzeranlage. Im Jahr 2021 wurde die Weigle-Orgel von der Firma Mühleisen teilrenoviert.

### Disposition der Oberlinger-Orgel
| Manual C–g3      |       |
| Gedeckt          | 8´    |
| Prinzipal        | 4′    |
| Rohrflöte        | 4′    |
| Superoktave      | 2´    |
| Quinte           | 1 ⁄3′ |
| Sesquialtera III |       |
| Mixtur III       |       |

| Pedal C–f1 |     |
| Subbass    | 16′ |

- Koppeln: Man/Ped

### Disposition der Weigle-Orgel

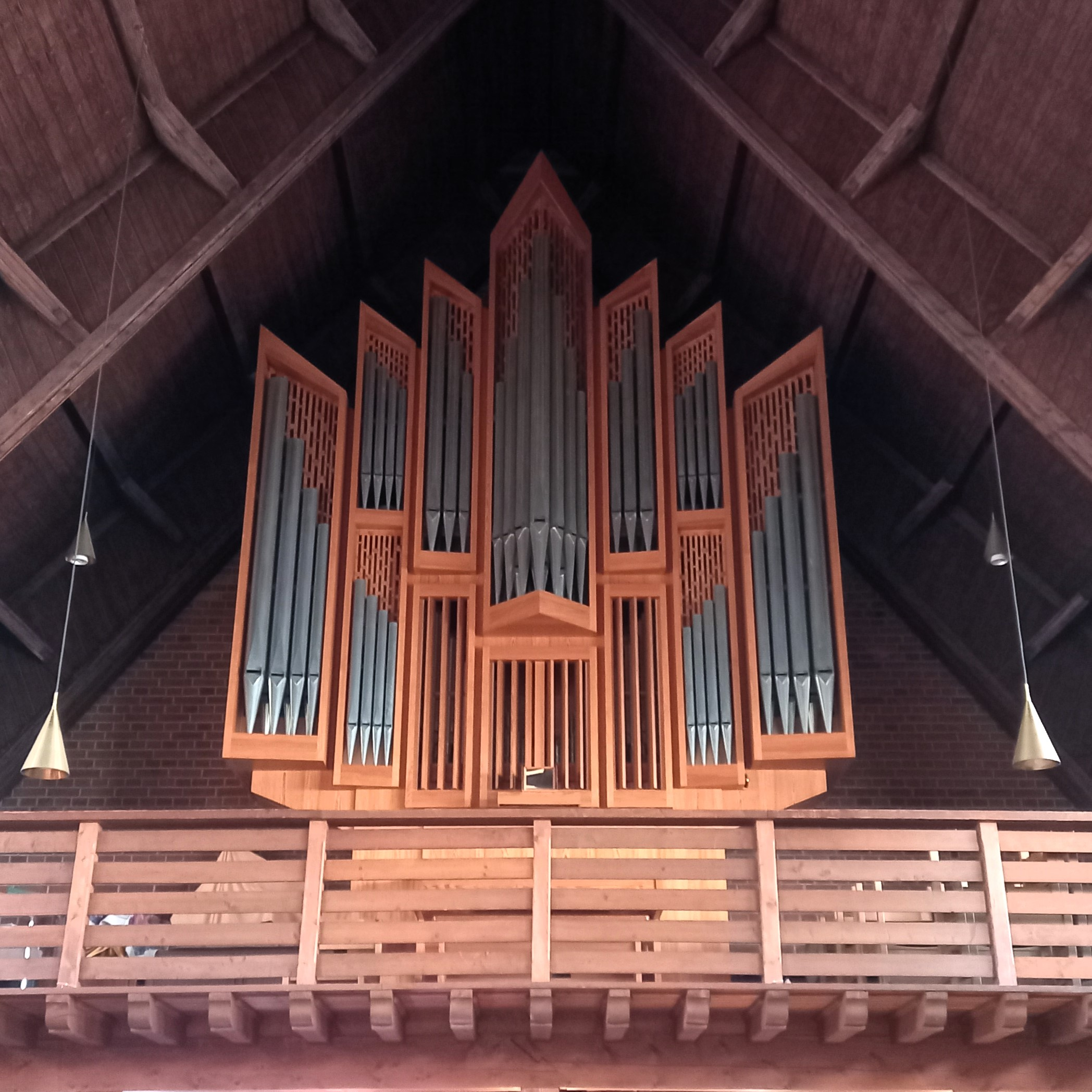
Weigle-Orgel

| I Hauptwerk C–g3 |        |
| Praestant        | 8′     |
| Harfpfeife       | 8′     |
| Oktave           | 4′     |
| Rohrflöte        | 4′     |
| Nasat            | 2 ⁄3′  |
| Waldflöte        | 2′     |
| Terz             | 1 3⁄5′ |
| Mixtur IV        | 1 ⁄3′  |
| Trompete         | 8′     |
| Tremulant        |        |

| II Schwellwerk C–g3 |       |
| Gedeckt             | 8′    |
| Salizional          | 8′    |
| Blockflöte          | 4′    |
| Prinzipal           | 2′    |
| Quinte              | 1 ⁄3′ |
| Zimbel III          | 1⁄2′  |
| Krummhorn           | 8′    |
| Tremulant           |       |

| Pedal C–f1    |       |
| Subbass       | 16′   |
| Prinzipalbass | 8′    |
| Gedecktbass   | 8′    |
| Dolkan        | 4′    |
| Hintersatz IV | 2 ⁄3′ |
| Fagott        | 16′   |

- Koppeln: II/I, I/P, II/P

## Glocken

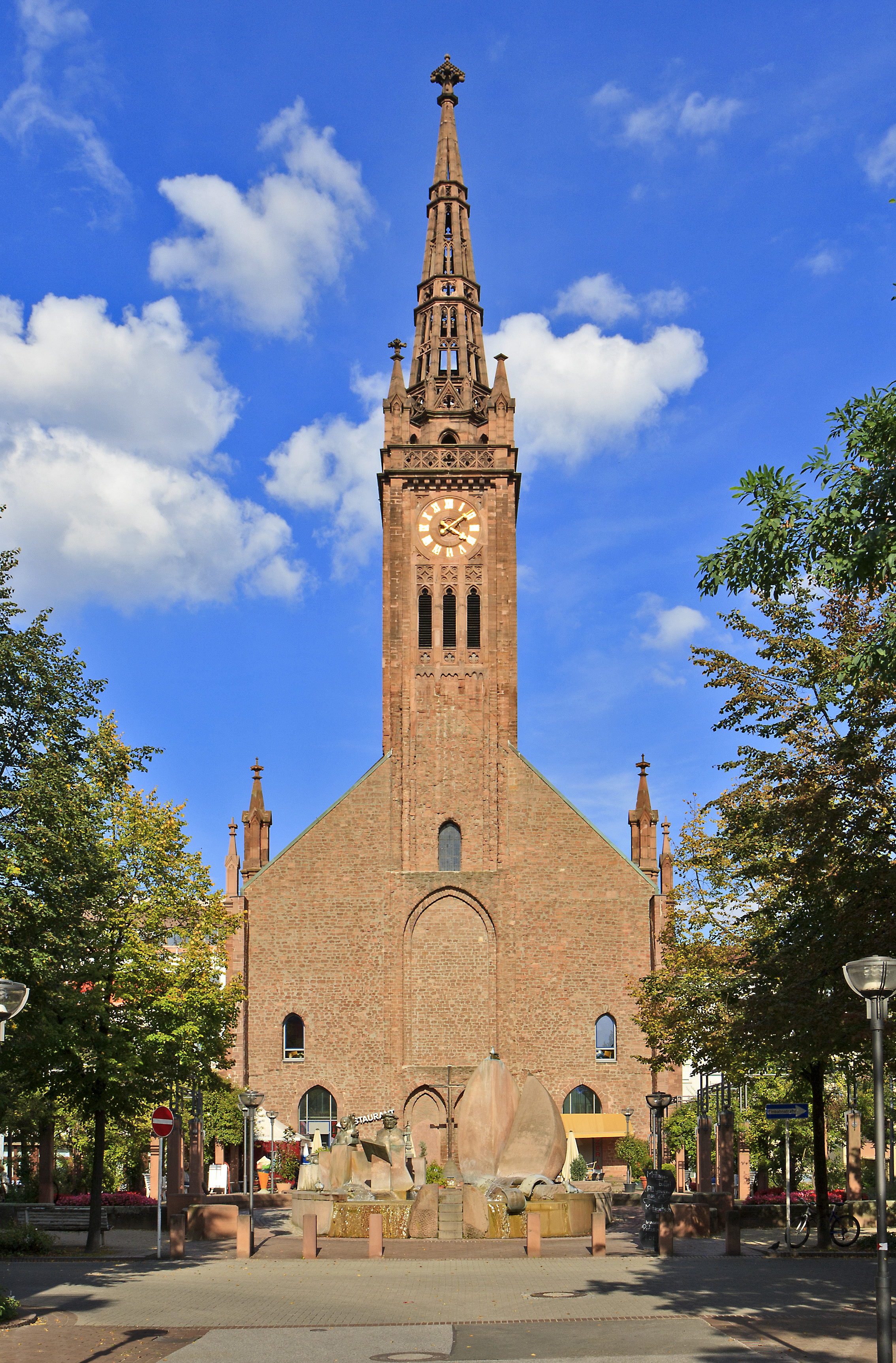
Turm der ehemaligen Lutherkirche mit Lutherbrunnen im Vordergrund

Die Melanchthonkirche besitzt kein eigenes Geläut. Sie nutzt die Glocken des ca. 50 m entfernten Turms der ehemaligen Lutherkirche, in dem sich heute ein Restaurant und die Wiedereintrittsstelle des Kirchenbezirks befindet. Die sechs Glocken wurden 1971 von der Karlsruher Glocken- und Kunstgießerei gegossen. Das Geläut kann von der Melanchthonkirche aus angesteuert werden.
| Glocke (Nr.) | Bezeichnung   | Durchmesser (mm) | Masse (kg) | Schlagton (HT-1/16) | Rippenkonstruktion (musikalisch, technisch) |
| 1            | Grundglocken  | 1262             | 1185       | es1 +4              | Moll-Oktav-Rippe, leicht                    |
| 2            | Grundglocken  | 1105             | 841        | ges1 +6             | Dur-Oktav-Rippe, mittelschwer               |
| 3            | Cymbelglocken | 585              | 156        | as2 +6              | Dur-Oktav-Rippe, überschwer                 |
| 4            | Cymbelglocken | 497              | 111        | b2 +5               | Moll-Oktav-Rippe, überschwer                |
| 5            | Cymbelglocken | 443              | 86         | c3 +4               | Moll-Oktav-Rippe, überschwer                |
| 6            | Cymbelglocken | 370              | 52         | es3 +6              | Moll-Oktav-Rippe, überschwer                |